# یام‌راج
یام‌راج (به هندی: Yamraaj) فیلمی محصول سال ۱۹۹۸ و به کارگردانی راجیو بابار است. در این فیلم بازیگرانی همچون میتون چاکرابورتی، جکی شروف، گلشن گروور، کیران کومار، مینک برار، الطاف راج، سنها، اشیش ویدیارتی، پریم چوپرا ایفای نقش کرده‌اند.